# دل آرام (برنامه تلویزیونی)
دل آرام یک برنامه تلویزیونی گفتگومحور با محوریت موسیقی به کارگردانی و تهیه‌کنندگی علی هشامی است که از شبکه جهانی جام جم پخش می‌شود. این برنامه با دعوت از اهالی موسیقی از قبیل خوانندگان، آهنگسازان و شعرا با هدف معرفی آثار موسیقی ایران و جهان هر جمعه ساعت ۱۵ روی آنتن می‌رود.